# Plesioneuron phanerophlebium
Plesioneuron phanerophlebium är en kärrbräkenväxtart som först beskrevs av Bak., och fick sitt nu gällande namn av Holtt. Plesioneuron phanerophlebium ingår i släktet Plesioneuron och familjen Thelypteridaceae. Inga underarter finns listade.